# Nigramma saga
Nigramma saga är en fjärilsart som beskrevs av Embrik Strand 1917. Nigramma saga ingår i släktet Nigramma och familjen nattflyn. Inga underarter finns listade i Catalogue of Life.